# 아를레트 라기예르

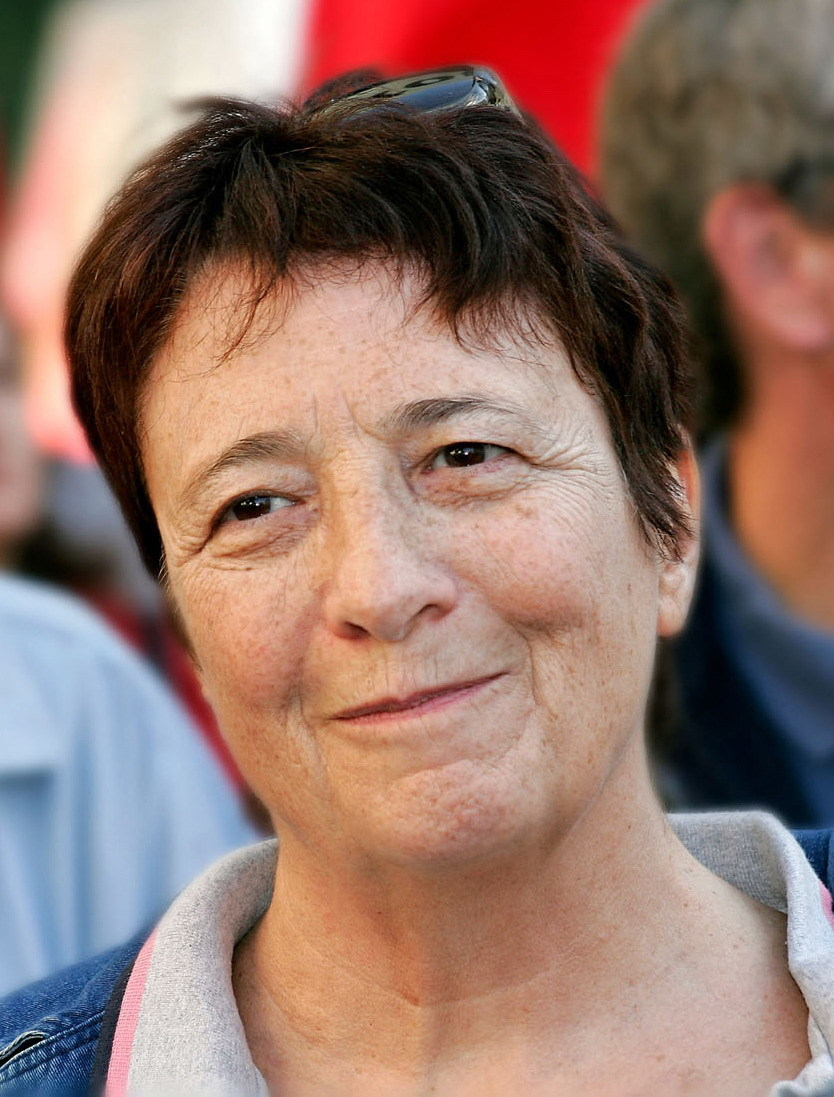

아를레트 라기예르(프랑스어: Arlette Laguiller, 1940년 3월 18일 ~ )는 프랑스의 트로츠키주의 정치인이다. 트로츠키즘 정당이자 정파인  노동자 투쟁 소속으로, 1974년부터 2007년까지 치러진 대선 때마다 꼭 출마했다. 2007년 대선 때 처음이자 마지막으로 사회당 지지를 선언했다.

## 역대 선거 결과
| 선거명      | 직책명                        | 대수 | 정당        | 1차 득표율 | 1차 득표수  | 2차 득표율 | 2차 득표수 | 결과         | 당락                 |
| ----------- | ----------------------------- | ---- | ----------- | ---------- | ----------- | ---------- | ---------- | ------------ | -------------------- |
| 1974년 선거 | 대통령                        | 20대 | 노동자 투쟁 | 2.33%      | 595,247표   |            |            | 5위          | 낙선                 |
| 1984년 선거 | 유럽의원 (프랑스 선거구)      | 1대  | 노동자 투쟁 | 3,08%      | 623 663표   |            |            | 비례대표 1번 | 낙선                 |
| 1981년 선거 | 대통령                        | 21대 | 노동자 투쟁 | 2.30%      | 668,057표   |            |            | 6위          | 낙선                 |
| 1984년 선거 | 유럽의원 (프랑스 선거구)      | 2대  | 노동자 투쟁 | 2.07%      | 417,702표   |            |            | 비례대표 1번 | 낙선                 |
| 1988년 선거 | 대통령                        | 21대 | 노동자 투쟁 | 1.99%      | 606,017표   |            |            | 8위          | 낙선                 |
| 1989년 선거 | 유럽의원 (프랑스 선거구)      | 3대  | 노동자 투쟁 | 1.43%      | 258 663표   |            |            | 비례대표 1번 | 낙선                 |
| 1993년 선거 | 하원의원 (센생드니 제6선거구) | 10대 | 노동자 투쟁 | 3.91%      | 1,385표     |            |            | 6위          | 낙선                 |
| 1994년 선거 | 유럽의원 (프랑스 선거구)      | 4대  | 노동자 투쟁 | 2.27%      | 442,723표   |            |            | 비례대표 1번 | 낙선                 |
| 1995년 선거 | 대통령                        | 22대 | 노동자 투쟁 | 5.30%      | 1,615,552표 |            |            | 6위          | 낙선                 |
| 1997년 선거 | 하원의원 (센생드니 제6선거구) | 11대 | 노동자 투쟁 | 8.05%      | 2,686표     |            |            | 5위          | 낙선                 |
| 1998년 선거 | 지방의원 (일드프랑스 선거구)  | 3대  | 노동자 투쟁 | 4.12%      | 131,354표   |            |            | 비례대표 5번 | 낙선                 |
| 1999년 선거 | 유럽의원 (프랑스 선거구)      | 5대  | 노동자 투쟁 | 5.18%      | 914,811표   |            |            | 비례대표 1번 | 프랑스 유럽의원 당선 |
| 2002년 선거 | 대통령                        | 22대 | 노동자 투쟁 | 5.72%      | 1,630,045표 |            |            | 5위          | 낙선                 |
| 2004년 선거 | 지방의원 (일드프랑스 선거구)  | 4대  | 노동자 투쟁 | 3.99%      | 146,153표   |            |            | 비례대표 6번 | 낙선                 |
| 2004년 선거 | 유럽의원 (일드프랑스 선거구)  | 6대  | 노동자 투쟁 | 5.18%      | 914,811표   |            |            | 비례대표 1번 | 낙선                 |
| 2007년 선거 | 대통령                        | 23대 | 노동자 투쟁 | 1.33%      | 487,857표   |            |            | 9위          | 낙선                 |